# Jim Baron
James Edward Baron, detto Jim (New York, 20 marzo 1954), è un ex cestista e allenatore di pallacanestro statunitense.

## Carriera
Ha guidato Panama ai Campionati mondiali del 1982.